# Georg Friedrich von Großmann
Georg Friedrich von Großmann (* 6. März 1807 in Dresden; † 26. März 1871 in Liegnitz) war ein königlich preußischer Generalleutnant und zuletzt Kommandant von Altona und Kommandeur der in Hamburg garnisonierten Truppen.

## Herkunft
Seine Eltern waren Georg Friedrich von Großmann (* 15. Juni 1768; † 14. April 1818) und dessen Ehefrau Christiane Friederike Müller (* 21. Oktober 1777; † 24. Februar 1832). Sein Vater war Oberst in der 6. Artilleriebrigade.

## Leben
Er erhielt seine schulische Bildung auf dem Friedrichsgymnasium in Breslau. Anschließend ging er am 1. Juni 1823 als Musketier in das 11. Infanterie-Regiment. Dort wurde er am 15. Dezember 1835 zum Portepeefähnrich und am 14. Juni 1826 zum Seconde-Lieutenant befördert. Von 1834 bis 1837 wurde er als Bataillonsadjutant eingesetzt. Anschließend wurde er am 17. November 1837 für ein Jahr an der Kadetteninstitut in Wahlstatt abkommandiert, am 19. April 1838 wurde er zum Premier-Lieutenant im Kadettenkorps ernannt. Am 30. März 1844 wurde er als Hauptmann und Kompaniechef in das 24. Infanterie-Regiment versetzt. Während der Märzrevolution kämpfte er in den Straßenkämpfen in Dresden und Iserlohn. In der Badischen Revolution kämpfte er in den Gefechten bei Neudorf und Wiesenthal.
Am 20. Juli 1850 wurde er zum Major befördert. Vom 12. November 1850 bis zum 15. Dezember 1850 war er als Eisenbahn-Etappenkommandant nach Frankfurt am Main abkommandiert. Am 1. Februar 1851 wurde er als Bataillonskommandeur in das 24. Infanterie-Regiment versetzt. Am 18. Januar 1853 kam er in das 2. Landwehr-Regiment, wo er Kommandeur des III. Bataillons in Anklam wurde, von dort kam er am 14. Juli 1857 als Bataillonskommandeur in das 9. Infanterie-Regiment und wurde am 15. Oktober 1856 zum Oberstleutnant befördert. Am 8. Juli 1858 wurde er  mit der Führung des 30. Infanterie-Regiments beauftragt und à la suite des Regiments gestellt. Am 31. Mai 1859 erhielt er seine Beförderung zum Oberst und wurde zugleich Kommandeur des Regiments. Er wurde am 18. Oktober 1861 mit dem Kronenorden 3. Klasse ausgezeichnet. Am 6. Mai 1862 kam er als Kommandeur in die 4. Infanterie-Brigade, dazu wurde er à la suite des 30. Infanterie-Regiments. Am 17. März 1863 erhielt er seine Ernennung zum Generalmajor und am 31. Dezember 1834 den Roten Adlerorden 2. Klasse mit Eichenlaub und Schwertern am Ring. Am 4. Januar 1866 wurde er als Kommandeur in die 1. Division versetzt und dort am 8. Juni 1866 zum Generalleutnant befördert.
Während des Deutschen Krieges von 1866 kämpfte er in den Gefechten bei Trautenau und Tobitschau, der Schlacht bei Königgrätz sowie der Einschließung von Olmütz. Am 20. September 1866 wurde er mit dem Stern zum Roter Adlerorden ausgezeichnet.
Er kam am 14. Januar 1868 als Kommandant nach Altona und wurde Kommandeur der in Hamburg garnisonierten Truppen. Aber schon am 10. März 1868 wurde er mit Pension zur Disposition gestellt, dazu erhielt er den Roten Adlerorden 1. Klasse mit Eichenlaub und Schwertern am Ring. Er starb am 26. März 1871 in Liegnitz.

## Familie
Er heiratete am 11. September 1838 in Breslau Friederike Alexandrine Auguste Christiane Henriette Natalie von Alvensleben (* 13. April 1813; † 27. Juli 1901). Das Paar hatte mehrere Kinder:
- Tassilo (* 18. Juni 1839), Oberstleutnant
- Olga (* 29. Oktober 1840)
- Elisabeth (1843–1844)
- Klara (1844–1846)